# صخور اكسترنشتاينه

موقع اكسترتال بالنسبة لمدينة دتمولد، وستفاليا.

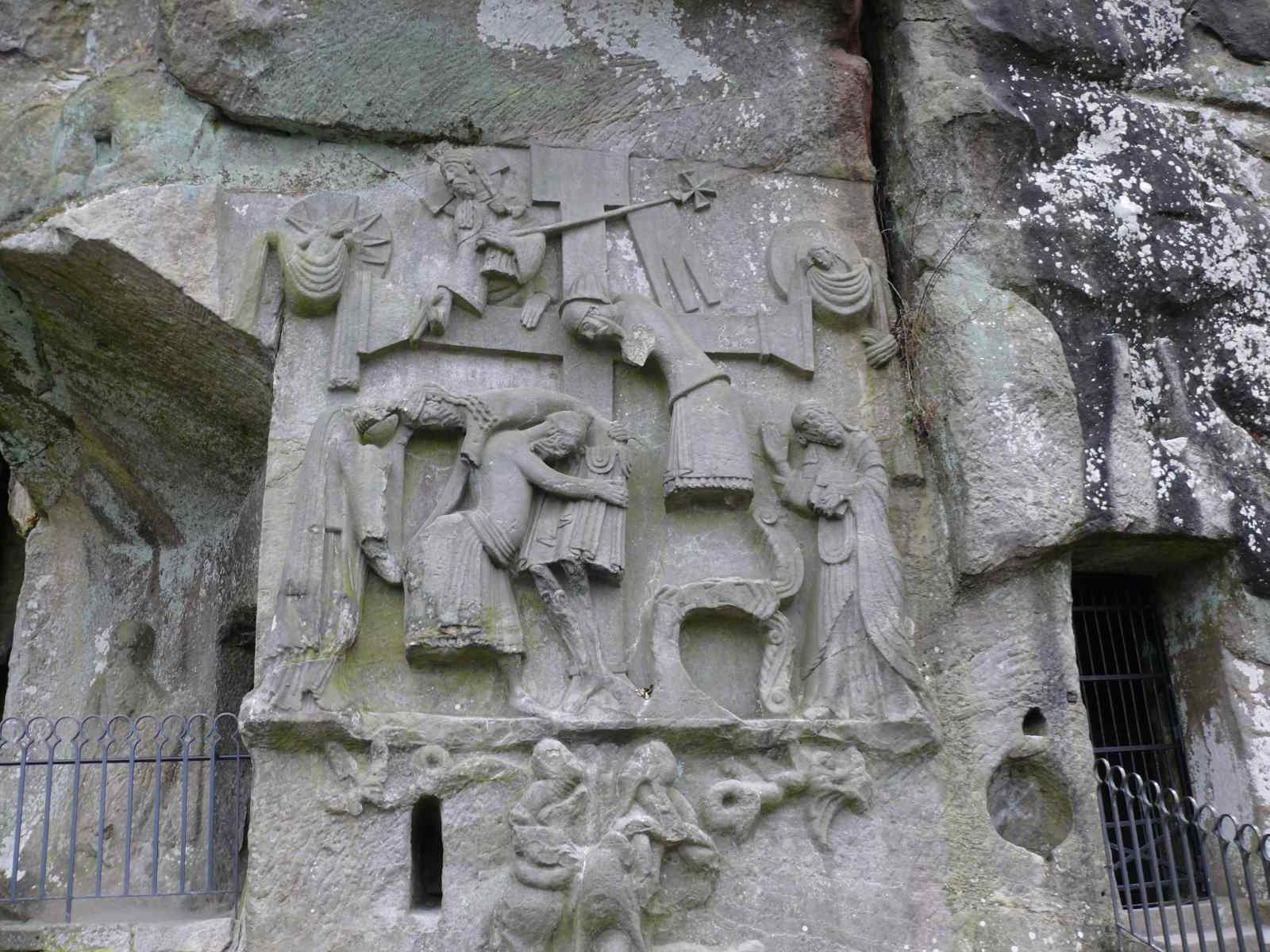
اللوحة المسيحية وتمثل استلام الصليب ، يرحع تاريخها إلى القرن 12 م.

أحجار اكسترن Externsteine: (الترجمة الحرفية من الألمانية): أحجار رملية مدهشة على هيئة الصخور موجودة في غابة تويتو بورغير وتعتبر لذلك من روائع المعالم الطبيعية في ألمانيا. هذه المعالم تخضع لحماية مؤسسة «حماية المعالم الطبيعية والثقافية». هذه الصخور محاطة ببركة Wiembeck, وتقع في منطقة مدينة Horn-Bad Meinberg التي تتبع لدائرة Lippe الواقعة بدورها في ولاية Nordrhein-Westfalen. وتنسب أهمية ثقافية/تاريخية لهذه الصخور.

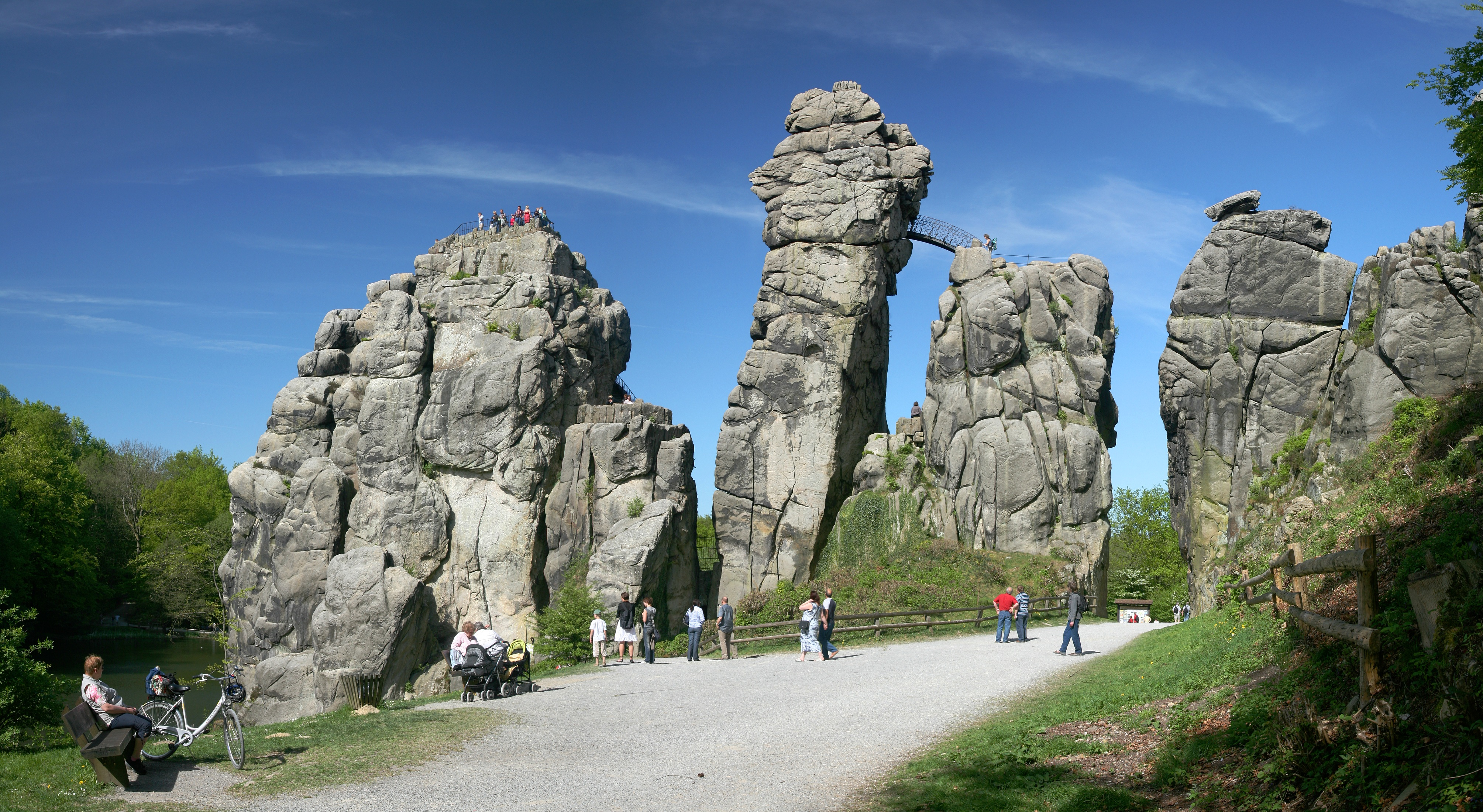
اكسترنشتاينه ، بشمال ألمانيا

## اقرأ أيضاً
- حصة حديقة
- فريدريش ستامير
- دتمولد
- روتنبورج
- هرمانزدنكمال
- كامبنفاند على جبال الألب
- جبال الإلبه الحجرية الرملية
- طاولة الشيطان